# Клікбейт (мінісеріал)
Клікбейт (англ. Clickbait) — американо-австралійський драматичний мінісеріал, який вийшов 25 серпня 2021 року на платформі Netflix. Творцями серіалу є Тоні Ейрс і Крістіан Вайт. Серед режисерів проєкту — Бред Андерсон, Емма Фрімен, Бен Янг та Лора Бейслі.

## Сюжет
Головний герой Нік Брюер (Едріан Греньє) — гарний сім'янин, який раптом таємничо зникає. Згодом у мережі з'являється відео, на якому Нік, значно побитий та травмований, тримає табличку з написом «Я кривджу жінок. За 5 мільйонів переглядів я вмру». Ніхто не знає, погроза це чи зізнання. Його сестра (Зої Казан) і дружина (Бетті Габріель) починають свої пошуки Ніка, проте в процесі вони дізнаються про такі таємниці, про які й не підозрювали.

## Акторський склад та персонажі
| Актор               | Роль             |
| ------------------- | ---------------- |
| Едріан Греньє       | Нік Брюер        |
| Бетті Габріель      | Софі Брюер       |
| Зої Казан           | Піа Брюер        |
| Фенікс Раей         | Рошан Амір       |
| Елізабет Александер | Андреа Брюер     |
| Авраам Лім          | Бен Парк         |
| Джессі Коллінз      | Емма Біслі       |
| Ян Медоуз           | Метт Олдін       |
| Стів Музакіс        | Зак Де Лука      |
| Деніел Геншолл      | Саймон Окслі     |
| Мотел Фостер        | Кертіс Гамільтон |
| Джейлін Флетчер     | Кай Брюер        |
| Кемерон Енгельс     | Ітан Брюер       |

## Виробництво

### Розробка
У серпні 2019 року стало відомо, що Netflix випустить 8-серійний серіал, створений і продюсований Тоні Ейресом та Крістіаном Вайтом, Девід Гейман буде продюсером під егідою Heyday Television, а Бред Андерсон призначений головним режисером.

### Підбір акторів (кастинг)
У грудні 2019 року Зої Казан, Бетті Габріель, Едріан Греньє та Фенікс Раей приєдналися до акторського складу серіалу. У лютому 2020 року до когорти акторів долучилися Авраам Лім, Джессіка Коллінз, Ян Медоуз, Деніел Геншолл, Мотел Фостер, Джейлін Флетчер та Кемерон Енгельс.

### Зйомки
Основні знімання розпочалися у грудні 2019 року, але у березні 2020 року виробництво серіалу було призупинено  через пандемію COVID-19. У листопаді 2020 року відновили знімання в Мельбурні.